# Resolutie 1719 Veiligheidsraad Verenigde Naties
Resolutie 1719 van de Veiligheidsraad van de Verenigde Naties werd unaniem door de
VN-Veiligheidsraad aangenomen op 25 oktober 2006. De
resolutie richtte het geïntegreerde VN-kantoor voor Burundi op.

## Achtergrond
Na Burundi's onafhankelijkheid van België in 1962 werd het land een
monarchie. In 1966 werd de koning in een staatsgreep vervangen door een president. Toen de
voormalige koning in 1972 vermoord werd brak een burgeroorlog uit tussen Tutsi's en Hutu's in
het land. Daarna losten de dictators elkaar met opeenvolgende staatsgrepen af. Begin
1994 kwam de president samen met zijn Rwandese collega om het leven toen hun vliegtuig werd
neergeschoten. Daarop brak in beide landen een burgeroorlog uit tussen Hutu's en Tutsi's waarbij honderdduizenden
omkwamen. In 2000 werd een overgangsregering opgericht en pas in 2003 kwam die een staakt-het-vuren
overeengekomen met de rebellen. In juni 2004 kwam een VN-vredesmacht die tot 2006 bleef. Hierna
volgden echter wederom vijandelijkheden tot in augustus 2008 opnieuw een staakt-het-vuren werd getekend.

## Inhoud

### Waarnemingen
Op 7 september hadden Burundi en de Forces Nationales de Libération een staakt-het-vurenakkoord
ondertekend in Dar es Salaam. De vrees bestond echter dat in Burundi een staatsgreep zou
plaatsvinden en er waren verschillende politici gearresteerd. Alle politieke partijen in het land werden opgeroepen
de dialoog vol te houden. De autoriteiten werden opgeroepen goed bestuur te promoten door onder meer de
corruptie te bestrijden.

### Handelingen
Op aanbevelen van de secretaris-generaal zelf werd de
secretaris-generaal gevraagd een geïntegreerd VN-kantoor op te richten in Burundi. Dit kantoor, BINUB
genaamd, moest vanaf 1 januari 2007 de ONUB-vredesmissie opvolgen voor een eerste periode van
12 maanden.
Het VN-kantoor moest ondersteunen:
- De nationale instellingen en het bestuur,
- De hervorming van de Burundese veiligheidsdiensten en de demobilisatie en herintegratie van ex-strijders,
- De promotie van de mensenrechten en het beëindigen van de straffeloosheid,
- Coördinatie van de donoren en de verschillende VN-programma's.

## Verwante resoluties
- Resolutie 1653 Veiligheidsraad Verenigde Naties
- Resolutie 1692 Veiligheidsraad Verenigde Naties
- Resolutie 1791 Veiligheidsraad Verenigde Naties (2007)
- Resolutie 1858 Veiligheidsraad Verenigde Naties (2008)

Lijst ·  1652 ·  1653 ·  1654 ·  1655 ·  1656 ·  1657 ·  1658 ·  1659 ·  1660 ·  1661 ·  1662 ·  1663 ·  1664 ·  1665 ·  1666 ·  1667 ·  1668 ·  1669 ·  1670 ·  1671 ·  1672 ·  1673 ·  1674 ·  1675 ·  1676 ·  1677 ·  1678 ·  1679 ·  1680 ·  1681 ·  1682 ·  1683 ·  1684 ·  1685 ·  1686 ·  1687 ·  1688 ·  1689 ·  1690 ·  1691 ·  1692 ·  1693 ·  1694 ·  1695 ·  1696 ·  1697 ·  1698 ·  1699 ·  1700 ·  1701 ·  1702 ·  1703 ·  1704 ·  1705 ·  1706 ·  1707 ·  1708 ·  1709 ·  1710 ·  1711 ·  1712 ·  1713 ·  1714 ·  1715 ·  1716 ·  1717 ·  1718 ·  1719 ·  1720 ·  1721 ·  1722 ·  1723 ·  1724 ·  1725 ·  1726 ·  1727 ·  1728 ·  1729 ·  1730 ·  1731 ·  1732 ·  1733 ·  1734 ·  1735 ·  1736 ·  1737 ·  1738